# Mathias Ross
Mathias Ross Jensen (født 15. januar 2001) er en dansk fodboldspiller, der spiller for AC Sparta Prag.

## Klubkarriere
Ross startede sin fodboldkarriere som 10-årig i Aalborg KFUM. Han skiftede som U/13-spiller fra Aalborg KFUM til AaB.
I sit første år som U/17-spiller blev andre midterforsvarere foretrukket frem for Mathias Ross, hvorfor han hovedsageligt optrådte på andetholdet eller som indskiftet angriber i slutminutterne. I sit andet U/17-år blev han derimod en stamspiller for AaB's U/17-hold i U/17 Ligaen. AaB endte i 2017-18-sæsonen på tredjepladsen i U/17 Ligaen, og i juni 2018 blev han kåret som årets U/17-spiller i AaB.
Han fik sin officielle debut for AaB den 2. september 2018, da han blev skiftet ind efter 27 minutter i stedet en skadet Jakob Blåbjerg i en 2-2-kamp mod Randers FC. AaB var på indskiftningstidspunktet bagud 2-1, og Tipsbladet beskrev debuten som 'glimrende'. Han blev permanent rykket op i AaB’s førsteholdstrup i oktober 2018.

## Landsholdskarriere
Han fik sin debut i landsholdsregi under Dansk Boldspils-Union den 7. oktober 2018 for U/17-landsholdet, da han startede inde og spillede alle 90 minutter i et 3-4-nederlag til Tyskland i en venskabskamp. Han gik fra at være periferispiller i DBU-regi, at han ved sidste kamp under U/17 Europamesterskabet i fodbold 2017 var anfører. Han spillede i alt 11 kampe for Danmarks U/17-landshold.